# Джяковицький округ
42°23′24″ пн. ш. 20°25′48″ сх. д. / 42.39000° пн. ш. 20.43000° сх. д.
Джяковицький округ (серб. Ђаковички округ/Đakovički okrug; алб. Komuna e Gjakovës) — один із семи округів Республіки Косово (згідно з адміністративним поділом УНМІК) з центром в місті Джяковиця.
Цей округ нараховує три громади, які за адміністративним поділом Сербії знаходяться в інших округах — громади Джяковиця і Дечані входять у Пецьчкий округ, а громада Ораховац — у Призренський округ.
Основним населенням округу є албанці (геги), проживають також цигани і серби, під час війни значна кількість сербів покинула Косово.

## Общини
- Джяковиця (община)
- Дечані (община)
- Юник (община) — нова, виділена з Дечані
- Ораховац (община)

## Міста
- Джяковиця
- Дечані
- Ораховац
- Юник

## Населення

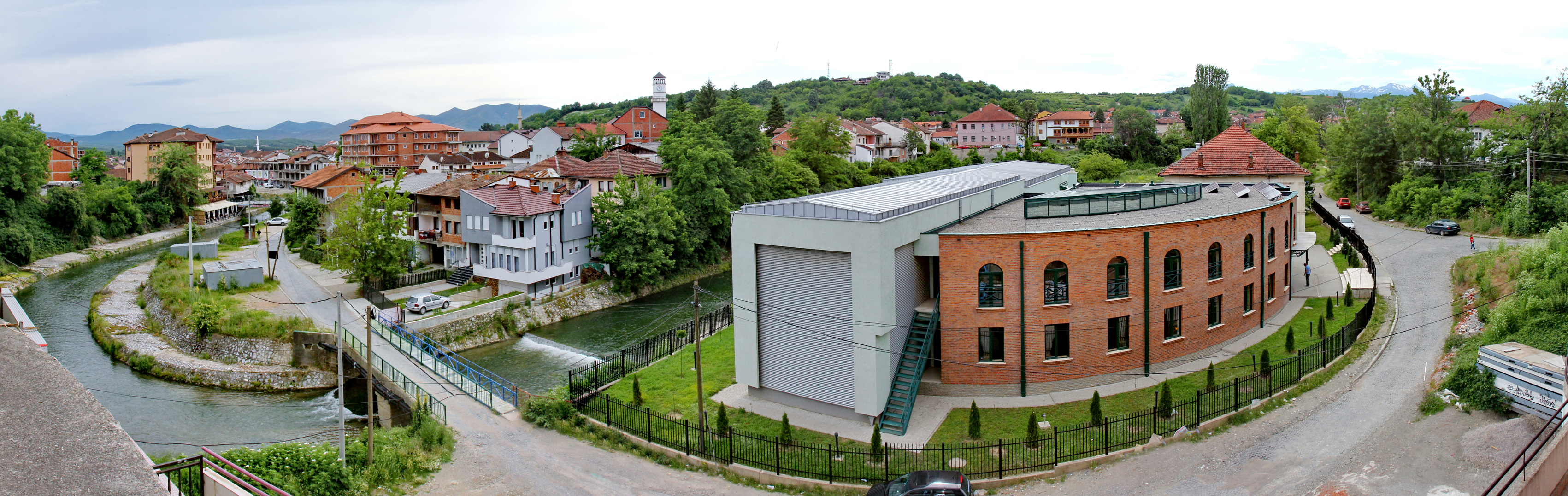
Джяковіца

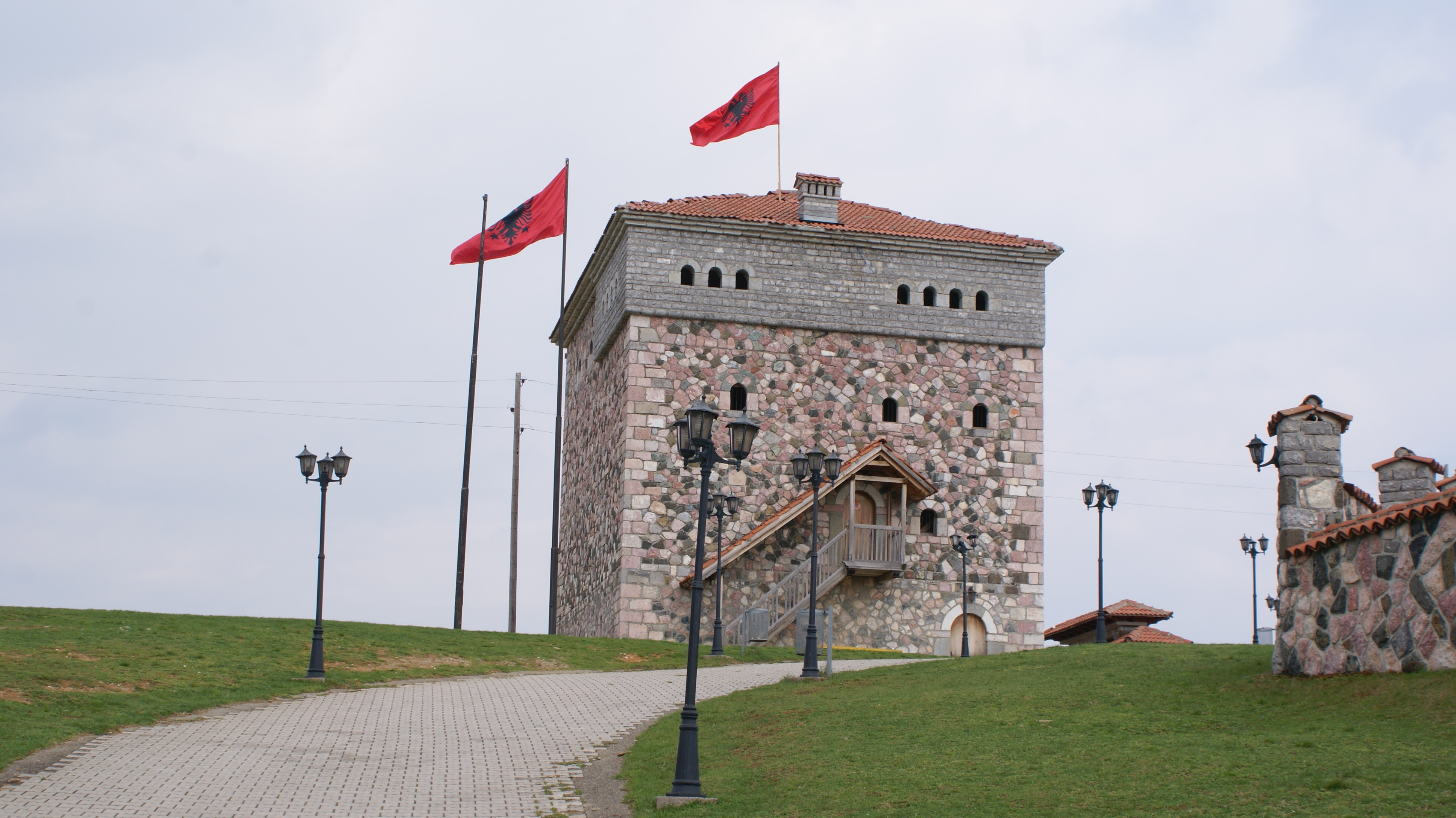
Дечані

| 1948  | 1953  | 1961   | 1971   | 1981   | 1991   | 2011   |
| ----- | ----- | ------ | ------ | ------ | ------ | ------ |
| 81020 | 89320 | 105691 | 135224 | 179302 | 220305 | 196867 |

|  |